# Michael Frontzeck
Michael Frontzeck (Mönchengladbach, 26 maart 1964) is een Duits voetbaltrainer en voormalig voetballer.

## Spelerscarrière
Frontzeck speelde in de jeugd van SpVgg Odenkirchen en Borussia Mönchengladbach. Bij de laatste club maakte hij ook zijn profdebuut in 1982. Bij de club uit zijn geboortestad speelde hij in zijn eerste periode zeven jaar. In 1989 maakte hij de overstap naar VfB Stuttgart. Hij werd landskampioen met de club in het seizoen 1991/92. Na zes jaar werd hij gecontracteerd door VfL Bochum. Na een seizoen keerde hij terug naar Borussia Möchengladbach en nog hetzelfde jaar ging Frontzeck zijn eerste buitenlandse avontuur aan, bij Manchester City FC. Na 23 wedstrijden verhuisde hij naar SC Freiburg. Hij beëindigde zijn carrière in 2000 bij, opnieuw, Borussia Mönchengladbach.

## Interlandcarrière
Frontzeck kwam zes keer uit voor de West-Duitse selectie onder 21. Tussen 1984 en 1988 kwam hij uit voor de Bondsrepubliek Duitsland (West-Duitsland). Hij maakte zijn debuut tegen Argentinië. In 1992 speelde hij nog drie interlands voor herenigd Duitsland. Hij scoorde geen goals in negentien interlands.
| Interlands van Michael Frontzeck voor West-Duitsland en Duitsland | Interlands van Michael Frontzeck voor West-Duitsland en Duitsland | Interlands van Michael Frontzeck voor West-Duitsland en Duitsland | Interlands van Michael Frontzeck voor West-Duitsland en Duitsland | Interlands van Michael Frontzeck voor West-Duitsland en Duitsland | Interlands van Michael Frontzeck voor West-Duitsland en Duitsland |
| No.                                                               | Datum                                                             | Wedstrijd                                                         | Uitslag                                                           | Competitie                                                        |                                                                   |
| Voor West-Duitsland, als speler van Borussia Mönchengladbach      | Voor West-Duitsland, als speler van Borussia Mönchengladbach      | Voor West-Duitsland, als speler van Borussia Mönchengladbach      | Voor West-Duitsland, als speler van Borussia Mönchengladbach      | Voor West-Duitsland, als speler van Borussia Mönchengladbach      | Voor West-Duitsland, als speler van Borussia Mönchengladbach      |
| ----------------------------------------------------------------- | ----------------------------------------------------------------- | ----------------------------------------------------------------- | ----------------------------------------------------------------- | ----------------------------------------------------------------- | ----------------------------------------------------------------- |
| 1                                                                 | 12 september 1984                                                 | West-Duitsland – Argentinië                                       | 1 – 3                                                             | Vriendschappelijk                                                 |                                                                   |
| 2                                                                 | 29 januari 1985                                                   | West-Duitsland – Hongarije                                        | 0 – 1                                                             | Vriendschappelijk                                                 |                                                                   |
| 3                                                                 | 24 februari 1985                                                  | Portugal – West-Duitsland                                         | 1 – 2                                                             | WK 1986 kwalificatie                                              |                                                                   |
| 4                                                                 | 27 maart 1985                                                     | West-Duitsland – Malta                                            | 6 – 0                                                             | WK 1986 kwalificatie                                              |                                                                   |
| 5                                                                 | 17 april 1985                                                     | West-Duitsland – Bulgarije                                        | 4 – 1                                                             | Vriendschappelijk                                                 |                                                                   |
| 6                                                                 | 15 juni 1985                                                      | Mexico – West-Duitsland                                           | 2 – 0                                                             | Vriendschappelijk                                                 |                                                                   |
| 7                                                                 | 17 november 1985                                                  | West-Duitsland – Tsjecho-Slowakije                                | 2 – 2                                                             | WK 1986 kwalificatie                                              |                                                                   |
| 8                                                                 | 24 september 1986                                                 | Denemarken – West-Duitsland                                       | 0 – 2                                                             | Vriendschappelijk                                                 |                                                                   |
| 9                                                                 | 15 oktober 1986                                                   | West-Duitsland – Spanje                                           | 2 – 2                                                             | Vriendschappelijk                                                 |                                                                   |
| 10                                                                | 29 oktober 1986                                                   | Oostenrijk – West-Duitsland                                       | 4 – 1                                                             | Vriendschappelijk                                                 |                                                                   |
| 11                                                                | 18 april 1987                                                     | West-Duitsland – Italië                                           | 0 – 0                                                             | Vriendschappelijk                                                 |                                                                   |
| 12                                                                | 9 september 1987                                                  | West-Duitsland – Engeland                                         | 3 – 1                                                             | Vriendschappelijk                                                 |                                                                   |
| 13                                                                | 23 september 1987                                                 | West-Duitsland – Denemarken                                       | 1 – 0                                                             | Vriendschappelijk                                                 |                                                                   |
| 14                                                                | 18 november 1987                                                  | Hongarije – West-Duitsland                                        | 0 – 0                                                             | Vriendschappelijk                                                 |                                                                   |
| 15                                                                | 12 december 1987                                                  | Brazilië – West-Duitsland                                         | 1 – 1                                                             | Vriendschappelijk                                                 |                                                                   |
| 16                                                                | 31 maart 1988                                                     | West-Duitsland – Zweden                                           | 1 – 1                                                             | Vriendschappelijk                                                 |                                                                   |
| Voor Duitsland, als speler van VfB Stuttgart                      |                                                                   |                                                                   |                                                                   |                                                                   |                                                                   |
| 17                                                                | 22 april 1992                                                     | Tsjecho-Slowakije – Duitsland                                     | 1 – 1                                                             | Vriendschappelijk                                                 |                                                                   |
| 18                                                                | 18 juni 1992                                                      | Duitsland – Nederland                                             | 1 – 3                                                             | EK 1992                                                           |                                                                   |
| 19                                                                | 9 september 1992                                                  | Denemarken – Duitsland                                            | 1 – 2                                                             | Vriendschappelijk                                                 |                                                                   |

## Trainerscarrière
Na het beëindigen van zijn loopbaan werd Frontzeck in 2000 direct assistent-coach van Hans Meyer, samen met Manfred Stefes bij Borussia Mönchengladbach. Deze functie bekleedde hij drie jaar. In 2003 werd hij assistent-coach bij Hannover 96.
In het seizoen 2006/07 volgde hij Dieter Hecking op bij Alemannia Aachen. Dit was zijn eerste klus als hoofdcoach. Hij degradeerde met Aachen uit de 2. Bundesliga. Hierom stapte hij in 2007 op.
In januari 2008 tekende hij een contract bij DSC Arminia Bielefeld dat hem voor anderhalf jaar aan de club verbond. Hij werd na een met 0-6 verloren duel tegen Borussia Dortmund op de voorlaatste speeldag van het seizoen ontslagen. Het was pas de tweede keer dat een coach op de voorlaatste speeldag werd ontslagen, na Fritz Pliska (bij Rot-Weiss Essen in juni 1967).
In 2009 werd hij hoofdcoach van zijn jeugdliefde Borussia Mönchengladbach. Hier werd hij op 13 februari 2011 ontslagen nadat duels met directe concurrenten voor degradatie (VfB Stuttgart en FC St. Pauli) werden verloren.
Op 3 oktober 2012 volgde hij André Schubert op bij FC St. Pauli. Hij hield lijfsbehoud met St. Pauli, maar werd toch op 6 november 2013 ontslagen. Per 20 april 2015 was hij hoofdcoach van Hannover 96 in de Bundesliga, nadat Tayfun Korkut gedurende het seizoen werd ontslagen. Hij behoedde Hannover in zijn eerste seizoen voor degradatie; het eindigde als dertiende. Op 21 december 2015 stopte hij als hoofdtrainer bij Hannover 96.
In 2018 was Frontzeck nog kortstondig coach van 1. FC Kaiserslautern.
In de zomer van 2021 werd Frontzeck assistent-trainer bij VfL Wolfsburg.

## Erelijst
VfB Stuttgart
- Bundesliga

1992
1 Grabara ·
2 Fischer ·
3 Bornauw ·
4 Koulierakis ·
5 Zesiger ·
6 Vranckx ·
9 Amoura ·
10 Nmecha ·
11 Tomás ·
12 Pervan ·
13 Rogério ·
14 Białek ·
16 Kamiński ·
17 Behrens ·
18 Vavro ·
19 Majer ·
20 Baku ·
21 Mæhle ·
22 Angely ·
23 Wind ·
24 Dárdai ·
27 Arnold  ·
29 Müller ·
30 Klinger ·
31 Gerhardt ·
32 Svanberg ·
39 Wimmer ·
40 Paredes ·
Coach: Hasenhüttl
1 Illgner ·
2 Reuter ·
3 Brehme  ·
4 Kohler ·
5 Binz ·
6 Buchwald ·
7 Möller ·
8 Häßler ·
9 Völler ·
10 Doll ·
11 Riedle ·
12 Köpke ·
13 Thom ·
14 Helmer ·
15 Frontzeck ·
16 Sammer ·
17 Effenberg ·
18 Klinsmann ·
19 Schulz ·
20 Wörns ·
Coach: Vogts